# Liste des chefs d'État de l'Ouganda
Cet article présente la liste des chefs d'État de l'Ouganda depuis l'indépendance du pays en 1962. Il s'agit du président de la république d'Ouganda depuis 1963.

## Royaume (1962-1963)

### Reine
| No | Portrait     | Nom                      | Début du règne | Fin du règne   | Dynastie | Notes                  |
| -- | ------------ | ------------------------ | -------------- | -------------- | -------- | ---------------------- |
| 1  | Élisabeth II | Élisabeth II (1926-2022) | 9 octobre 1962 | 9 octobre 1963 | Windsor  | Chef d'État nominatif. |

### Gouverneur général
| No | Portrait | Nom                           | Début du mandat | Fin du mandat  |
| -- | -------- | ----------------------------- | --------------- | -------------- |
| 1  |          | Sir Walter Coutts (1912-1988) | 9 octobre 1962  | 9 octobre 1963 |

## République (depuis 1963)
| No                                                         | Portrait | Nom                              | Élections       | Mandat           | Mandat          | Parti     |
| No                                                         | Portrait | Nom                              | Élections       | Début            | Fin             | Parti     |
| ---------------------------------------------------------- | -------- | -------------------------------- | --------------- | ---------------- | --------------- | --------- |
| 1                                                          |          | Sir Edward Muteesa (1924-1969)   | 1963            | 9 octobre 1963   | 2 mars 1966     | KY        |
| 2                                                          |          | Milton Obote (1925-2005)         | -               | 15 avril 1966    | 25 janvier 1971 | UPC       |
| 3                                                          |          | Idi Amin Dada (1925-2003)        | Coup d'État     | 25 janvier 1971  | 2 février 1971  | Militaire |
| 3                                                          | -        | Idi Amin Dada (1925-2003)        | 2 février 1971  | 13 avril 1979    |                 | Militaire |
| 4                                                          |          | Yusufu Lule (1912-1985)          | -               | 13 avril 1979    | 20 juin 1979    | SE        |
| 5                                                          |          | Godfrey Binaisa (1920-2010)      | -               | 20 juin 1979     | 11 mai 1980     | UPC       |
| 6                                                          |          | Paulo Muwanga (1924-1991)        | -               | 12 mai 1980      | 22 mai 1980     | UPC       |
| Commission présidentielle (22 mai 1980 – 15 décembre 1980) |          |                                  |                 |                  |                 |           |
| (2)                                                        |          | Milton Obote (1925-2005)         | 1980            | 17 décembre 1980 | 27 juillet 1985 | UPC       |
| 7                                                          |          | Bazilio Olara Okello (1929-1990) | -               | 27 juillet 1985  | 29 juillet 1985 | Militaire |
| 8                                                          |          | Tito Okello (1914-1996)          | -               | 29 juillet 1985  | 26 janvier 1986 | Militaire |
| 9                                                          |          | Yoweri Museveni (né en 1944)     | -               | 26 janvier 1986  | 29 janvier 1986 | NRM       |
| 9                                                          | -        | Yoweri Museveni (né en 1944)     | 29 janvier 1986 | 12 mai 1996      |                 | NRM       |
| 9                                                          | 1996     | Yoweri Museveni (né en 1944)     | 12 mai 1996     | 14 mai 2001      |                 | NRM       |
| 9                                                          | 2001     | Yoweri Museveni (né en 1944)     | 14 mai 2001     | 12 mai 2006      |                 | NRM       |
| 9                                                          | 2006     | Yoweri Museveni (né en 1944)     | 12 mai 2006     | 12 mai 2011      |                 | NRM       |
| 9                                                          | 2011     | Yoweri Museveni (né en 1944)     | 12 mai 2011     | 12 mai 2016      |                 | NRM       |
| 9                                                          | 2016     | Yoweri Museveni (né en 1944)     | 12 mai 2016     | 12 mai 2021      |                 | NRM       |
| 9                                                          | 2021     | Yoweri Museveni (né en 1944)     | 12 mai 2021     | en fonction      |                 | NRM       |